# Ohananomia yagii
Ohananomia yagii is een keversoort uit de familie waaierkevers (Rhipiphoridae). De wetenschappelijke naam van de soort is voor het eerst geldig gepubliceerd in 1987 door Toyama.